# プロローグは明日色/バイバイエール!
「プロローグは明日色／バイバイエール!」（プロローグはあしたいろ／バイバイエール!）は、ミルキィホームズの5枚目のシングル。2012年8月29日にLantisから発売された。

## 概要
前作「泣き虫TREASURES」から6か月振りのリリースとなるシングル。こだまさおりが2曲ともに作詞し森慎太郎が作曲・編曲した表題曲「プロローグは明日色」に加え、原田アツシが作曲・編曲した「バイバイエール!」が、それぞれOff Vocal版も含め収録されている。表題曲はPSP専用ゲームソフト『探偵オペラ ミルキィホームズ 2』のオープニングテーマとエンディングテーマ曲として使用されている。

## 収録曲
（全作詞：こだまさおり）
1. プロローグは明日色 [3:57]
作曲・編曲：森慎太郎
  - PSP専用ゲームソフト『探偵オペラ ミルキィホームズ 2』オープニングテーマ
2. バイバイエール! [4:16]
作曲・編曲：原田アツシ
  - PSP専用ゲームソフト『探偵オペラ ミルキィホームズ 2』エンディングテーマ
3. プロローグは明日色（Off Vocal）
4. バイバイエール!（Off Vocal）